# Рыжих, Игорь Юрьевич
Игорь Юрьевич Рыжих (род. 4 января 1965, Новосибирск) — советский и российский хоккеист, защитник. Мастер спорта СССР.

## Биография
Воспитанник новосибирской «Сибири», первый тренер Виктор Звонарёв. Почти всю карьеру — 15 сезонов (1983/84 — 1990/91, 1993/94 — 1999/2000) провёл в «Сибири».
В сезонах 1991/92 — 1992/93 играл за тольяттинскую «Ладу», серебряный призер чемпионата России (1992), серебряный призер кубка МХЛ (1993).
Серебряный призёр Универсиады (1987, 1991), чемпион Универсиады (1989).
Тренер юношеской команды «Сибири» (2005/06). Главный тренер команды МХЛ «Сибирские снайперы» (2009/10 — до 19 октября, один матч в сезоне 2020/21). Начальник команды «Сибирские снайперы» с 2012 года.
Сын Алексей также хоккеист.